# Jaime Winstone
Jaime Margaret Winstone (Londra, 6 maggio 1985) è un'attrice britannica.

## Vita privata
È figlia d'arte: suo padre è l'attore Ray Winstone, sua madre Elaine McCausland. Ha due sorelle, Lois e Ellie.

## Filmografia parziale

### Cinema
- Bullet Boy, regia di Saul Dibb (2004)
- Kidulthood, regia di Menhaj Huda (2006)
- Donkey Punch, regia di Olly Blackburn (2008)
- Tradire è un'arte - Boogie Woogie (Boogie Woogie), regia di Duncan Ward (2009)
- We Want Sex (Made in Dagenham), regia di Nigel Cole (2010)
- Anuvahood, regia di Adam Deacon e Daniel Toland (2011)
- Wild Bill, regia di Dexter Fletcher (2011)
- Uwantme2killhim?, regia di Andrew Douglas (2013)
- Powder Room, regia di MJ Delaney (2013)
- Scrivimi ancora (Love, Rosie), regia di Christian Ditter (2014)
- Tomb Raider, regia di Roar Uthaug (2018)
- Farming, regia di Adewale Akinnuoye-Agbaje (2018)
- Hurt by Paradise, regia di Greta Bellamacina (2019)
- Knuckledust - Fight Club (Knuckledust), regia di James Kermack (2020)
- A Brixton Tale, regia di Darragh Carey e Bertrand Desrochers (2021)

### Televisione
- Goldplated - serie TV, 8 episodi (2006)
- Phoo Action - film TV (2008)
- Dead Set - serie TV, 5 episodi (2008)
- Mad Dogs - serie TV, 3 episodi (2013)
- After Hours - serie TV, 6 episodi (2015)
- Babs - film TV (2017)
- Four Lives - serie TV, 2 episodi (2022)
- Count Abdulla - serie TV, 6 episodi (2023)